# 野々村はなの
野々村 はなの（ののむら はなの、1998年〈平成10年〉12月30日 - ）は、日本の女優。現在はHANANO名義で、ダンス＆ボーカルグループ「BiTE A SHOCK」のメンバーとして活動。WACK所属。東京都出身。

## 略歴
2018年にデビュー。
2023年7月1日、第二のBiSHを決めるオーディション「BiSH THE NEXT」にて「BiTE A SHOCK」としてデビューすることが決定。

## 人物
趣味は、お菓子作りと音楽鑑賞。
好きな映画は『ルーム』。好きな漫画は『浦安鉄筋家族』。
特技は、新体操、ギター、バトントワリング、チアダンス。
尊敬している役者は綾瀬はるか。

## 出演

### 映画
- 今夜、ロマンス劇場で（2018年2月10日、ワーナー・ブラザース映画）[4]
- 劇場版ファイナルファンタジーXIV 光のお父さん（2019年6月21日、ギャガ）- 小笠原 役[4]
- ハニーレモンソーダ（2021年7月9日、松竹）- 陽子 役[4]

### テレビドラマ
- 義母と娘のブルース 第7話（2018年8月21日、TBS）[5]
- べしゃり暮らし 第1話（2019年7月27日、テレビ朝日）[5]
- LINEの答えあわせ〜男と女の勘違い〜 第5話（2020年2月29日、読売テレビ）- ゆき 役[4]
- そして、ユリコは一人になった（2020年3月6日 - 4月24日、関西テレビ）- 神崎真歩 役[6]
- 出会い系サイトで70人と実際に会ってその人に合いそうな本をすすめまくった1年のこと 第10話（2021年5月28日、WOWOWプライム）- 悠香 役[7]
- 世にも奇妙な物語'21夏の特別編「三途の川アウトレットパーク」（2021年6月26日、フジテレビ）[4]
- SUPER RICH（2021年10月14日 - 12月23日、フジテレビ）- 高橋みゆ 役[8]
- ヒル Season 1 第1話（2022年3月4日、WOWOW）- 第一発見者 役
  - ヒル Season 2 第2話（2022年4月22日、WOWOW）
- 秘密を持った少年たち（2023年10月7日 - 、日本テレビ）
- FOGDOG 第5話（2025年8月19日、読売テレビ） - もか 役[9]

### 配信ドラマ
- 僕等の物語「THE LAST SCENE-彼はやさしさがすぎる-」（2020年6月28日、YouTube）- 宮田詩織 役[10][11]

### MV
- VIGORMAN「ろくでなしの唄」（2020年11月20日）[12][13]
- He & She「キミのために（He said）」（2021年10月27日）[14]
- He & She「キミのために（She said）」（2021年10月27日）[14]